# Philibert II
Philibert II, dit le Beau, né le 10 avril 1480 à Pont-d'Ain (actuel département de l'Ain) où il est mort le 10 septembre 1504, est duc de Savoie et prince de Piémont (1497-1504).
Duc de Savoie à 17 ans, il laisse d'abord l'exercice du pouvoir à son demi-frère, René de Savoie, qui est évincé après le mariage en 1501 de Philibert avec Marguerite d'Autriche, fille de l'empereur Maximilien Ier. 
Sa mort prématurée donne lieu à une enquête pour empoisonnement.

## Biographie

### Origines familiales
Philibert naît le 10 avril 1480 au château de Pont-d'Ain. 
Il est le fils du duc de Savoie Philippe II et de Marguerite de Bourbon (1438-1483) .

### Jeunesse
Il passe une partie de son enfance à la cour de France, auprès de son oncle maternel Pierre II de Bourbon, sire de Beaujeu, époux d'Anne de France, fille de Louis XI et régente au début du règne de Charles VIII. 
Il participe à la première guerre d'Italie aux côtés de Charles VIII (1494-1497) et à la deuxième (1499-1500) aux côtés de Louis XII.
Le 12 mai 1496, il épouse sa cousine Yolande-Louise de Savoie, héritière de la branche aînée de la famille, qui meurt très vite. 

### Duc de Savoie
En 1497, il succède à son père à la tête du duché de Savoie.
Philibert, chasseur passionné, laisse le gouvernement de ses États à son demi-frère, René de Savoie (fils naturel de Philippe II) et passe son temps en occupations frivoles[réf. nécessaire].

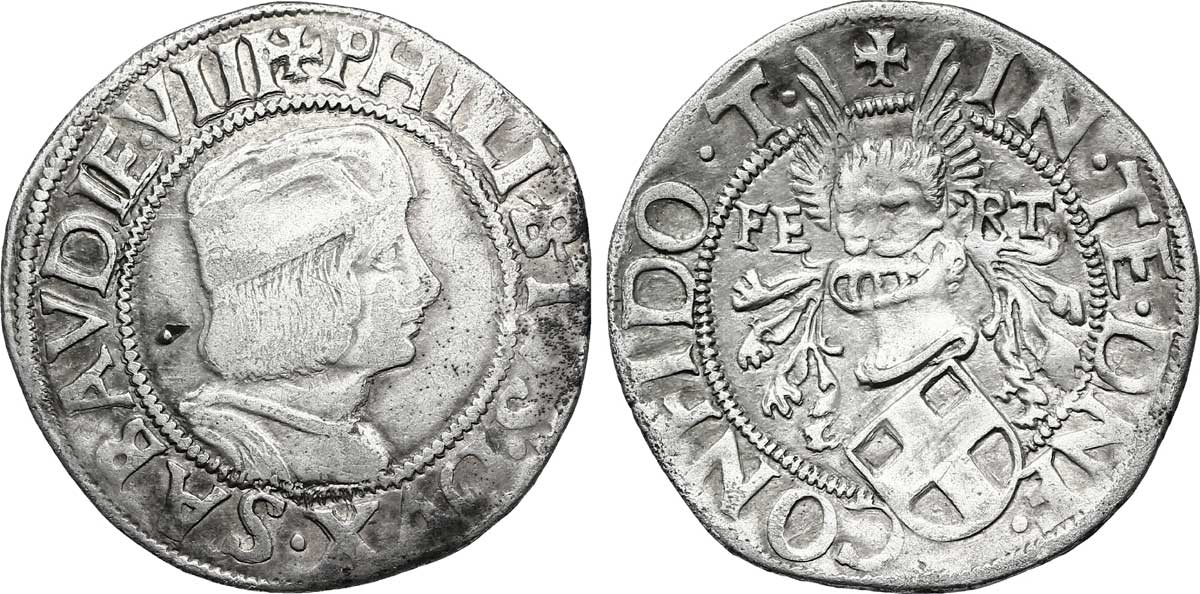
Demi Teston à l'effigie de Philibert II duc de Savoie, 1500

En 1501, il se remarie avec Marguerite d'Autriche, fille de l’empereur Maximilien Ier (1459-1519) et de la duchesse Marie de Bourgogne (1457-1482), fille de Charles le Téméraire. Marguerite est aussi la marraine de son neveu Charles de Habsbourg (1500-1558), petit-fils de Maximilien et Marie (le futur empereur Charles Quint). Leur mariage par procuration a lieu à Dole (capitale du comté de Bourgogne) en novembre 1501. Philibert est représenté par René.
La vie de Philibert est bouleversée par ce mariage. En effet, cette princesse de 21 ans plaît à son mari et prend sur lui une grande influence. Marguerite fait chasser René de Savoie, après un procès infamant[réf. nécessaire]. 
En 1502, au cours de la troisième guerre d'Italie, Philibert II refuse à l'armée de Louis XII le passage par ses États pour entrer en Italie ; l'armée du roi de France passe par les vallées du marquisat de Saluces, ce qui permet à la Savoie de rester neutre.

### Mort et sépulture
Philibert meurt en 1504, âgé seulement de 24 ans, après un refroidissement subi durant une partie de chasse à laquelle il a tenu à participer, quoique grippé, contre l'avis de son épouse (sans doute d'une pneumonie). Il laisse le duché à son demi-frère Charles.
En hommage à son époux, Marguerite d'Autriche fait construire l'église Saint-Nicolas-de-Tolentin de Brou, où il est inhumé avec sa mère Marguerite de Bourbon.
Son cœur est déposé dans l'église de Pont-d'Ain, détruite par une crue en 1623.

## Suites

### Enquête sur un supposé empoisonnement de Philibert
Après la mort de Philibert, René de Savoie, accuse Jacques de Bussy, seigneur d'Erya, de l'avoir fait empoisonner par un médecin piémontais, qui aurait façonné deux pommes de senteur[pas clair] empoisonnées. Le médecin, arrêté et torturé, dénonce ses complices supposés, notamment Jacques de Bussy, qui est enfermé à Chillon, mais parvient à s'évader et à se réfugier dans le canton de Berne (un des cantons suisses confédérés).

### Destin de Marguerite d'Autriche
De nouveau veuve (la première fois, de l'infant Jean d'Aragon en 1497), Marguerite d'Autriche se retire aux Pays-Bas, où elle est chargée à partir de 1506 d'élever les enfants nés aux Pays-Bas de son frère Philippe le Beau et de son épouse Jeanne, partis en Castille se faire reconnaître comme roi et reine après la mort d'Isabelle la Catholique. 
Après la mort de Philippe le Beau en septembre 1506 à Burgos (lui aussi d'un refroidissement), Maximilien la nomme régente des Pays-Bas bourguignons en 1507 (elle le reste jusqu'à sa mort en 1530) et elle continue d'éduquer son neveu Charles et ses nièces Eléonore, Isabelle et Marie, tandis que Ferdinand, né en 1503, et Catherine, née en 1507, sont éduqués en Castille, où ils sont nés. 

## Famille

### Descendance
- Marguerite, née en 1504 après sa mort, ne vit que quelques jours[3][réf. non conforme].